# Peckia glyphis
Peckia glyphis är en tvåvingeart som beskrevs av Thomas Pape och Magnus Andersson 2001. Peckia glyphis ingår i släktet Peckia och familjen köttflugor.
Artens utbredningsområde är Costa Rica. Inga underarter finns listade i Catalogue of Life.